# 鳥飼 (福岡市)
鳥飼（とりかい）は、福岡県福岡市中央区と城南区にまたがる地域。かつての鳥飼村で、現行の行政地名は、鳥飼一丁目から七丁目まで（一丁目から三丁目までが中央区、四丁目から七丁目までが城南区)。六丁目に城南区役所が所在する。面積は、中央区鳥飼が約291,120平方メートル (29.11 ha)、城南区鳥飼が約538,380平方メートル (53.84 ha)、合計で約829,500平方メートル (82.95 ha)。2023年2月末現在の人口は中央区鳥飼が5,547人、城南区鳥飼が9,774人の合わせて15,321人。郵便番号は中央区鳥飼：810-0053、城南区鳥飼：814-0103。

## 地理
福岡市の都心部とされる中央区天神の西南西約3キロメートル、大濠公園から西南西に1キロメートル弱、西新と六本松の中間に位置する。北北西で今川と、東北東で大濠と、東北東で樋井川を介して草香江と、南で別府（）及び城西団地（）と、西北西で七隈川を介して曙及び城西と、西南西で樋井川を介して城西と隣接する。土地利用については、高度経済成長期から転勤族の多く住む福岡市きっての社宅街として知られており、現在は比較的マンションの比率の高い住宅街となっている。町内で南方向から北西方向への向きを変えて流れる樋井川が中央区と城南区の区境で、中央区側には城南線が通っている。

### 住宅街
鳥飼は西新などの繁華街から比較的近い距離にある住居地域である。バス路線が多く、徒歩圏内に2路線の地下鉄の駅がある交通の便の良さ、平坦で静かな住環境の良さから住む街として非常に人気が高く、「転勤族の街」とも呼ばれる。近年はマンション建設が相次ぎ、社宅と合わせて集合住宅の多い街となっている。城南区の鳥飼小学校は転勤族の子供たちが多く、他地域の方言を話す子供も見られる。
福岡市の大濠公園から西南西に1キロ弱、西新と六本松の中間に位置する。高度経済成長期から転勤族の多く住む福岡市きっての社宅街として知られており、現在は比較的マンション比率の高い住宅街となっている。町内で南方向から北西方向への向きを変えて流れる樋井川が中央区と城南区の区境で、中央区側には城南線が通っている。

### 河川
「鳥飼低地」と呼ばれる概ね標高1から3メートルの低地となっており、全体に極めて平坦である。中央区と城南区の間を樋井川が南方向から西方向へとカーブし流れ、城南区の西側を流れる七隈川と城西橋付近で合流する。樋井川の両岸部は周辺よりやや標高が高くなっている。このため1953年（昭和28年西日本水害）、1963年、1999年、2009年の記録的大雨の際に樋井川が氾濫し、浸水被害が発生しているが、その後大規模な河川浚渫改修工事が行われ、同様の大雨でも氾濫が起こる危険性は低くなっている。
町域に流れる河川は次の通り。
- 樋井川
- 七隈川
- 菰川（暗渠[注釈 1]。）

主な河川の写真
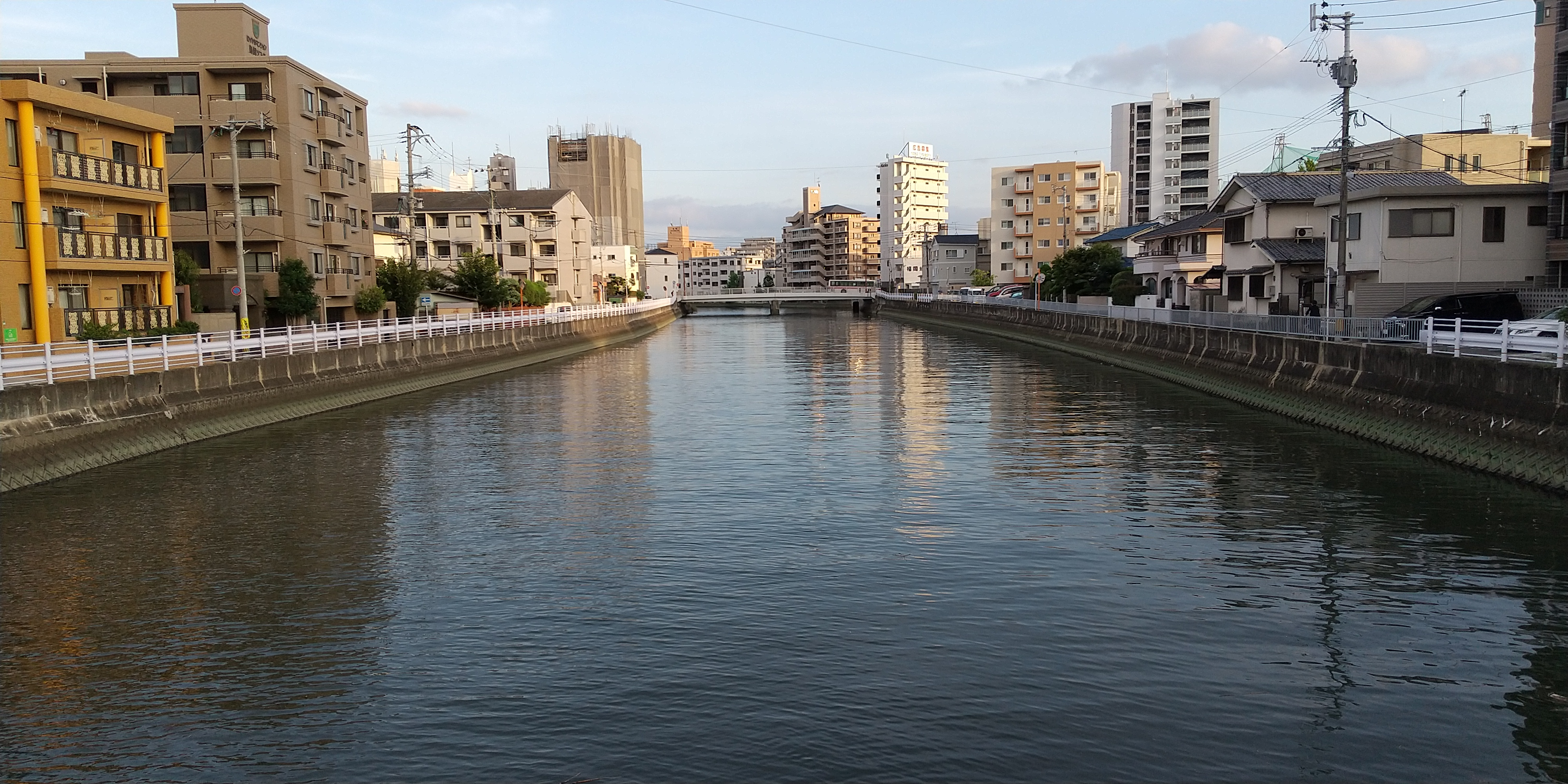
樋井川（上今川橋の上流側、左：中央区鳥飼、右：早良区城西）
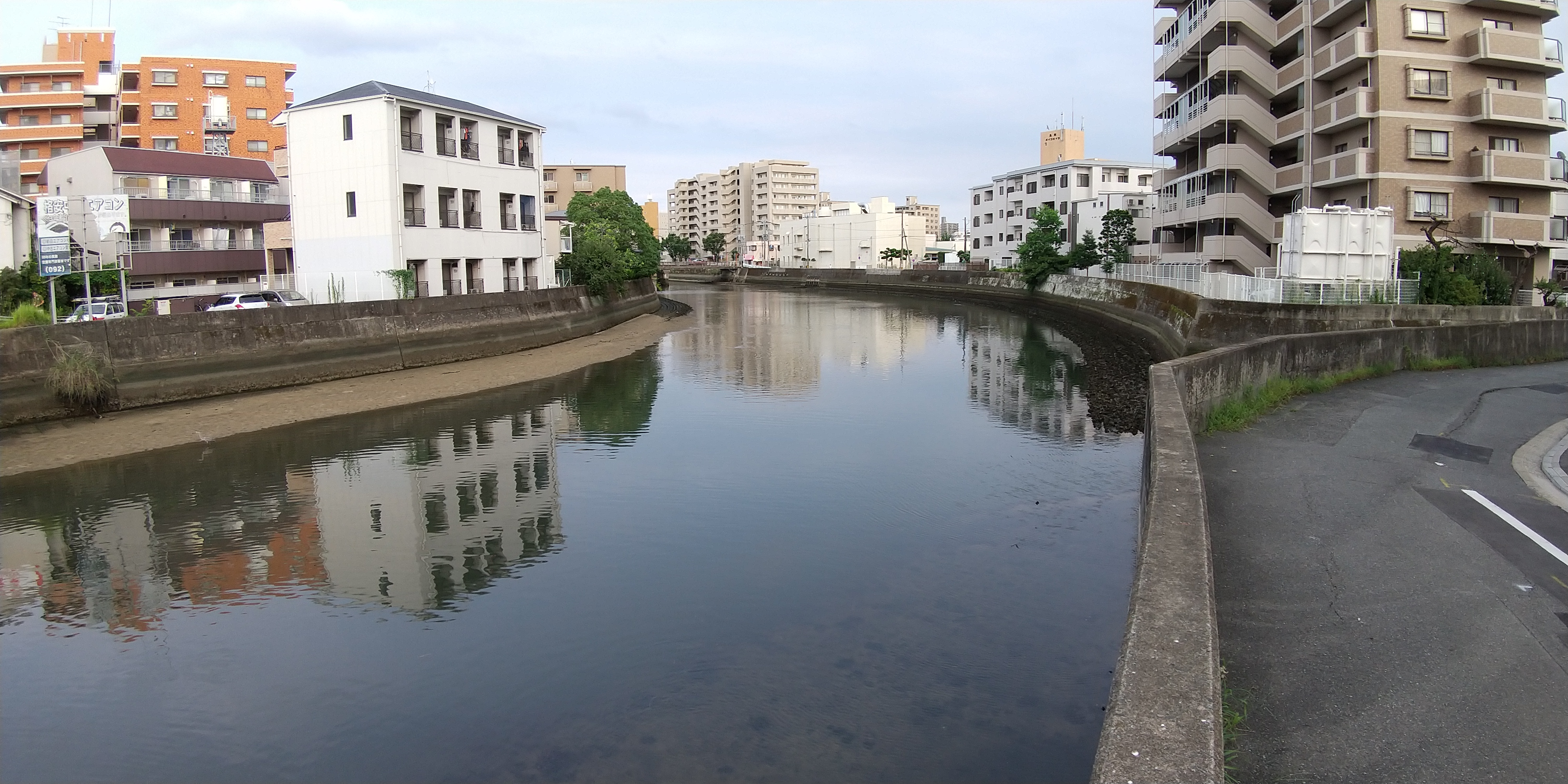
樋井川（城西橋の上流側、左：中央区鳥飼、右：城南区鳥飼）
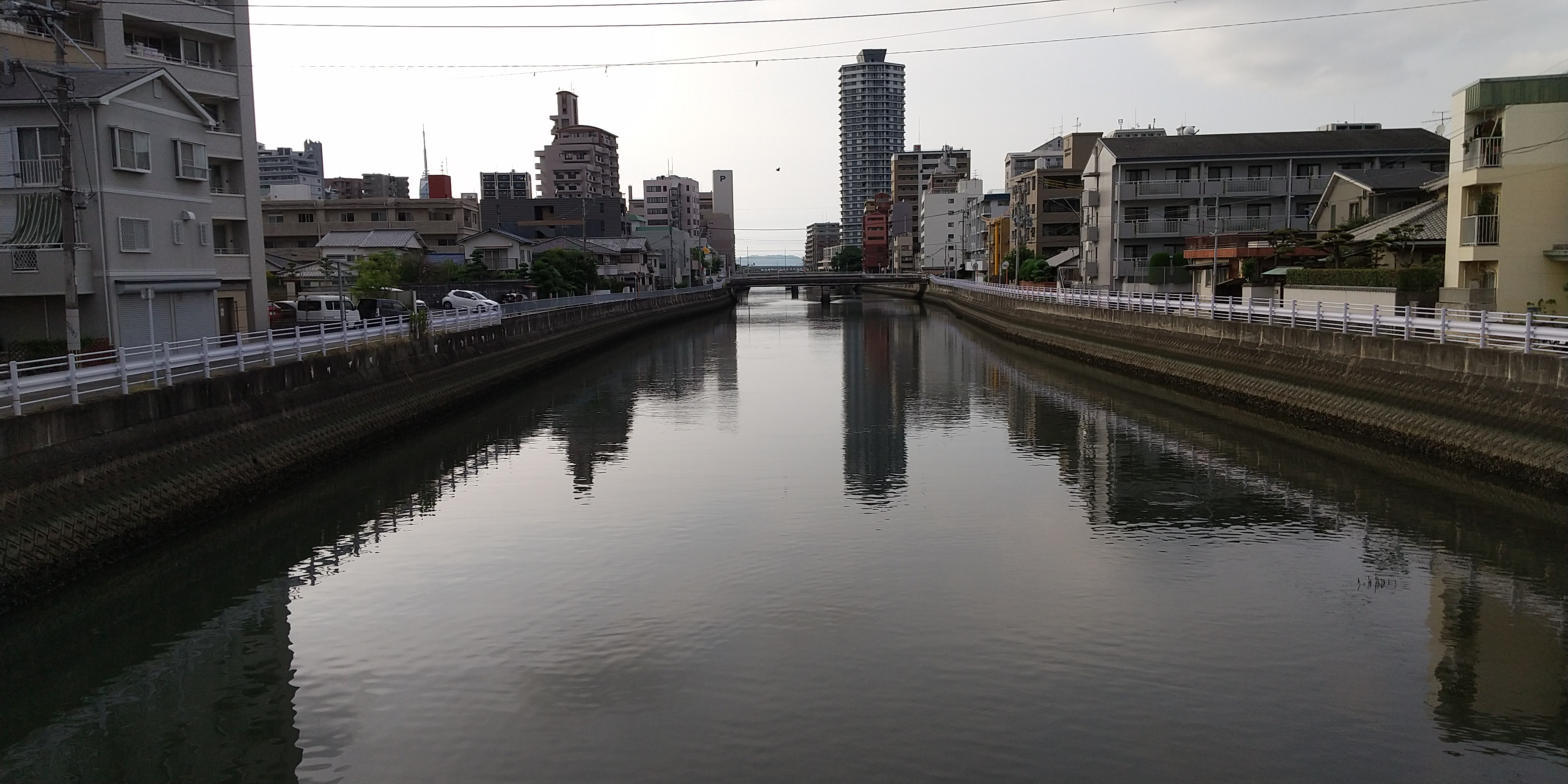
樋井川（城西橋の下流側、左：早良区城西、右：中央区鳥飼）
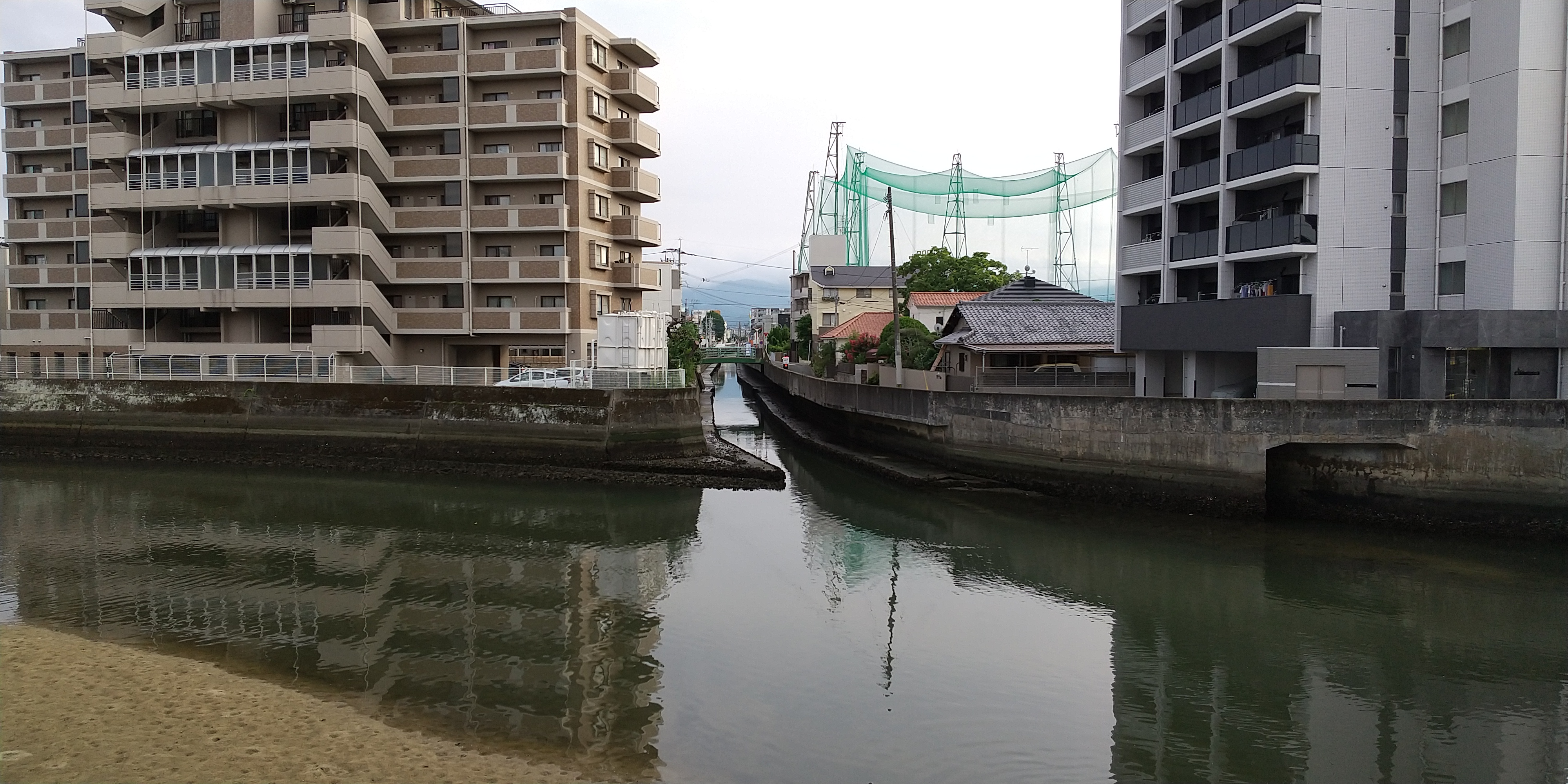
樋井川と七隈川（樋井川の支川の一つ、左：城南区鳥飼、右：早良区城西）
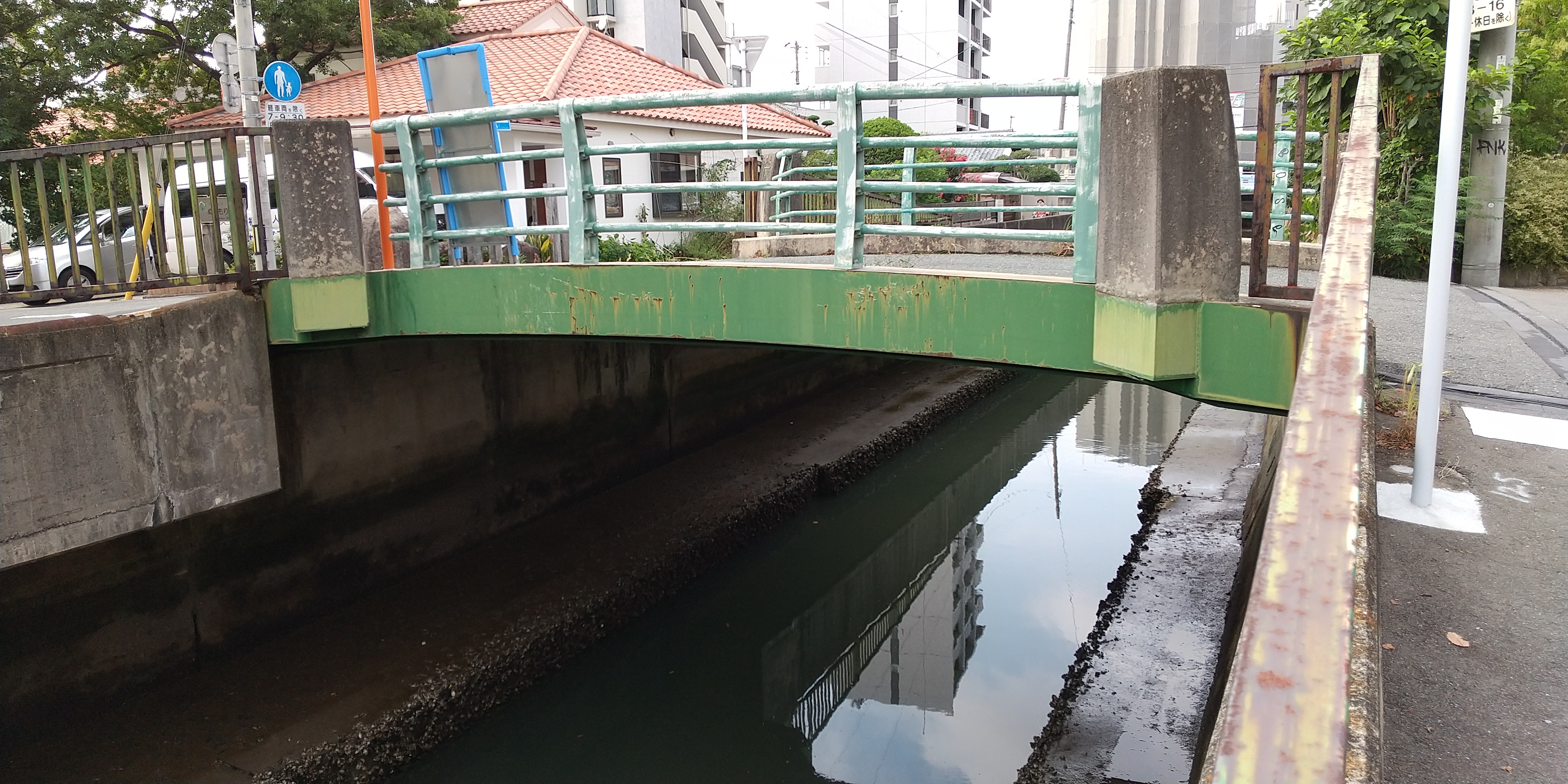
一の橋（七隈川上、左：早良区城西、右：城南区鳥飼）
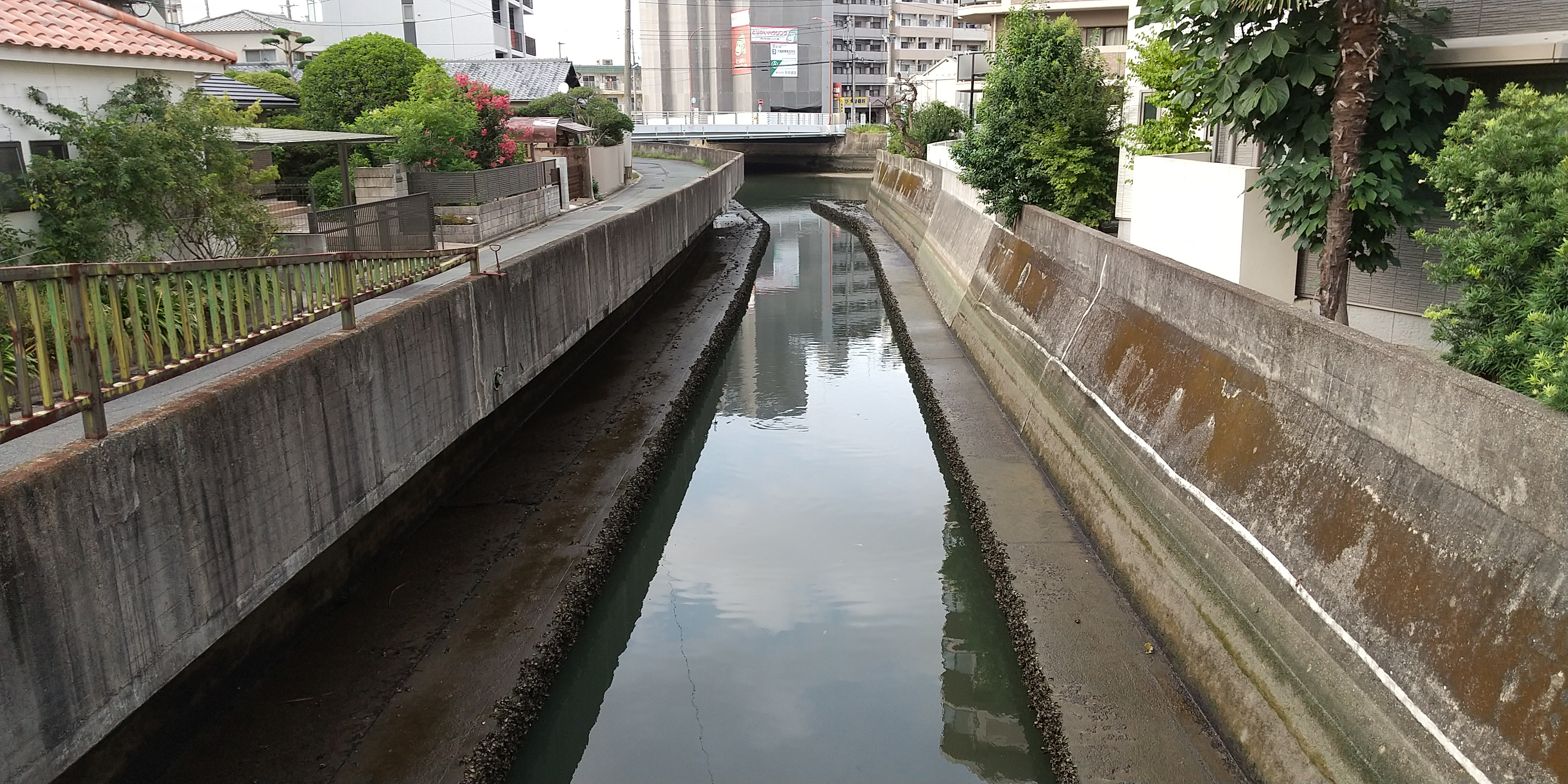
七隈川（一の橋の下流側、左：早良区城西、右：城南区鳥飼）
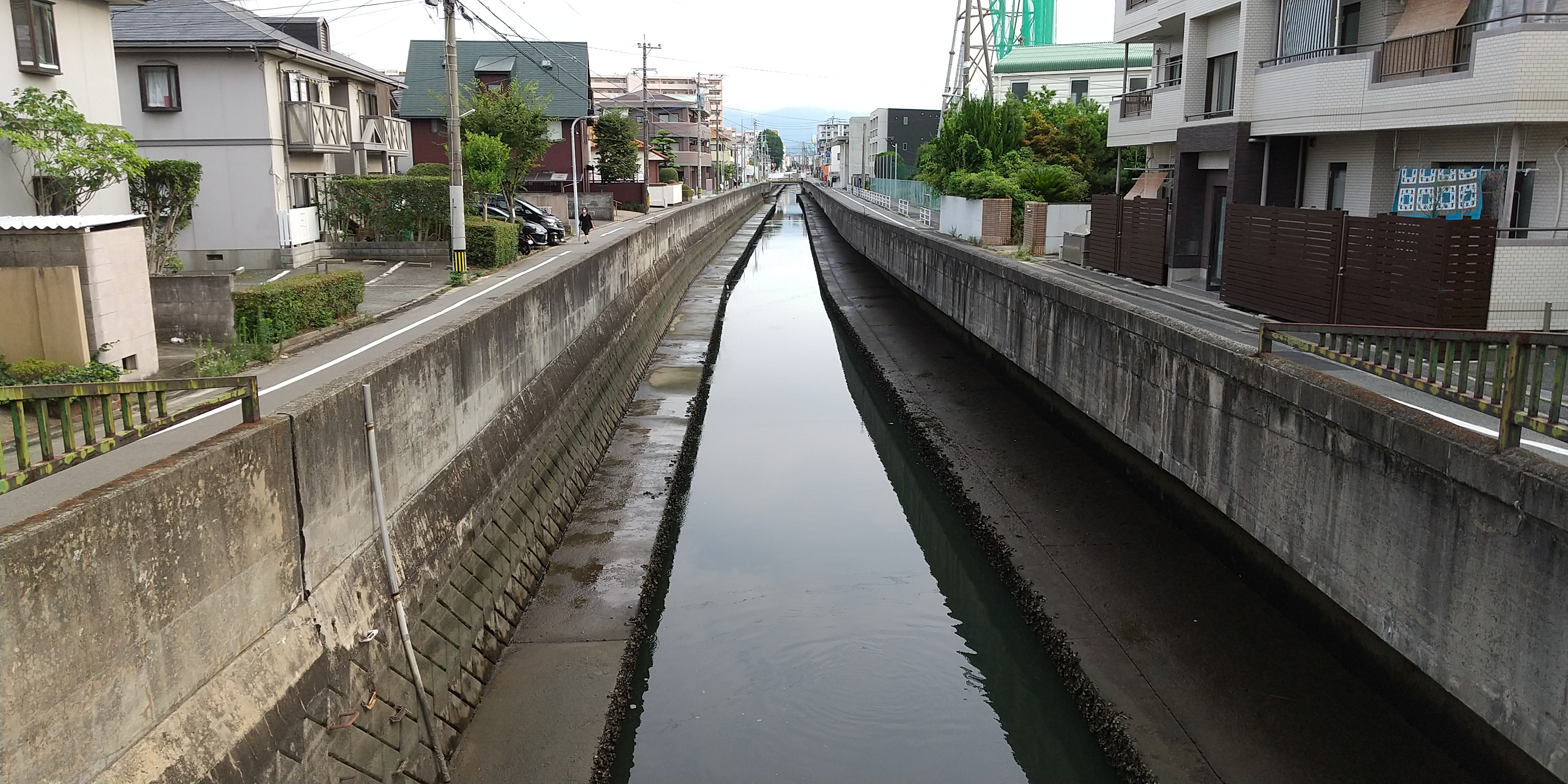
七隈川（一の橋の上流側、左：城南区鳥飼、右：早良区城西）
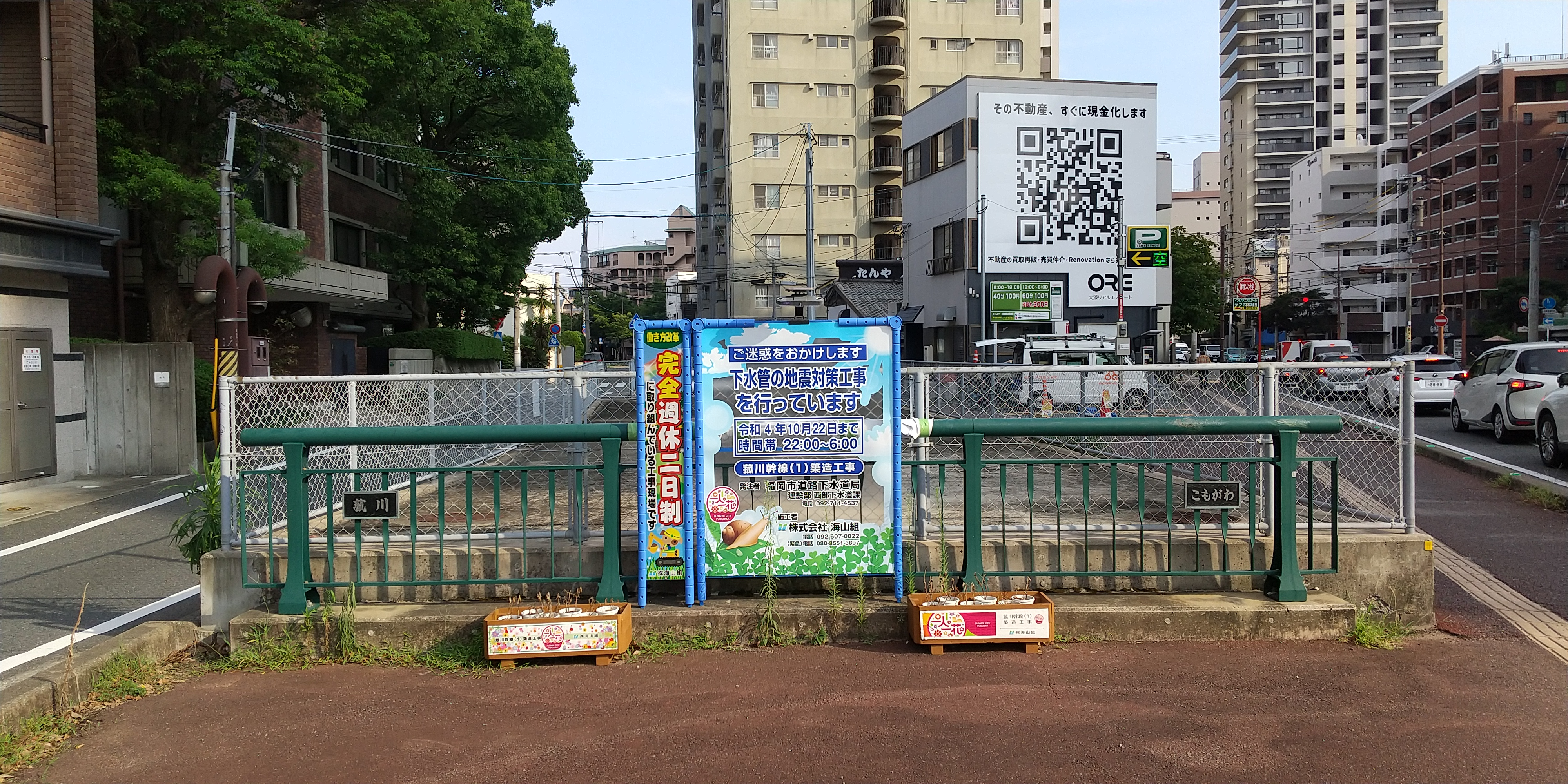
菰川幹線（鳥飼二丁目西端の下水幹線、北側）
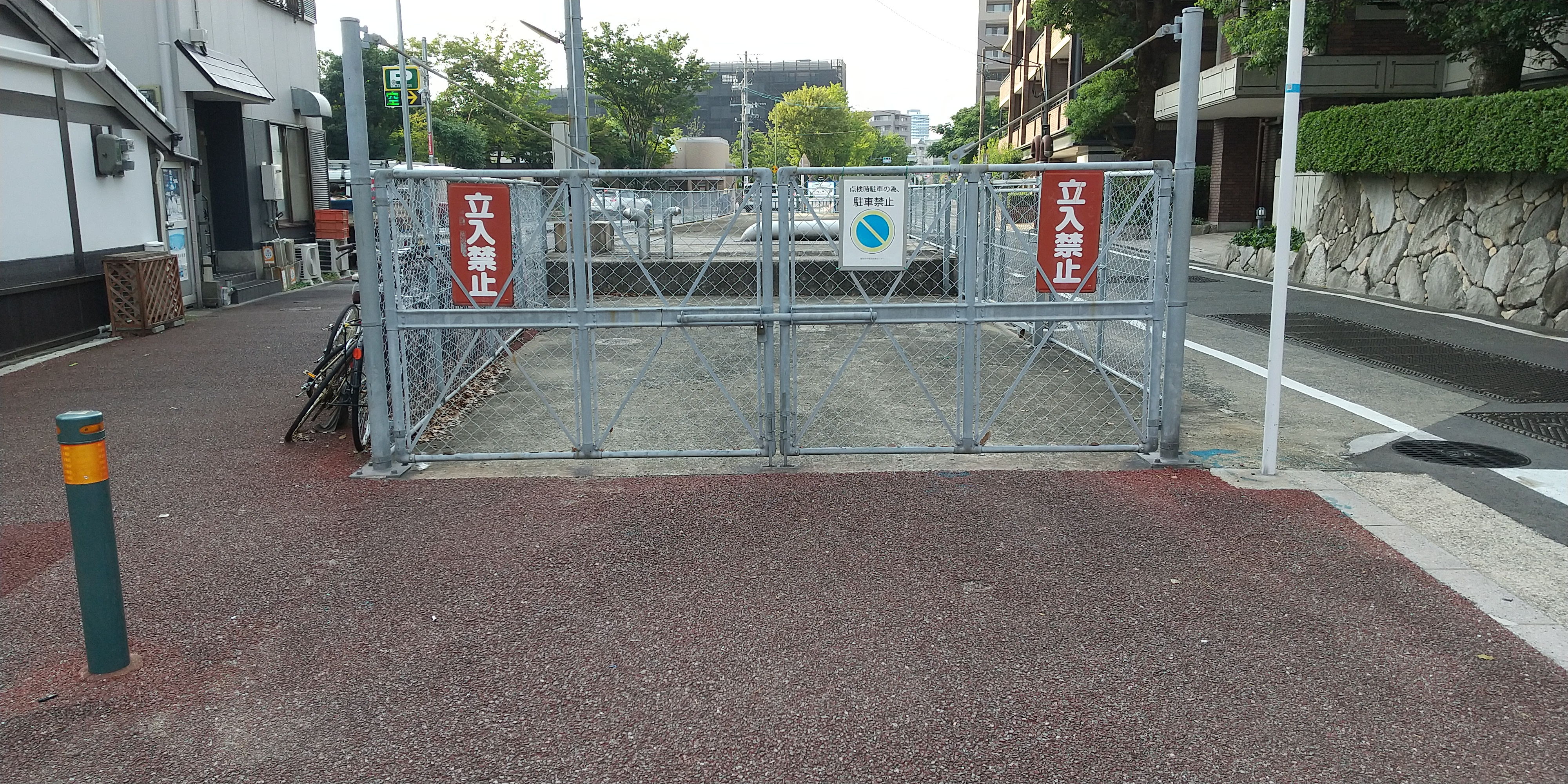
菰川幹線（鳥飼二丁目西端の下水幹線、南側）

### 地価
2017年1月1日時点の公示地価は福岡県福岡市城南区鳥飼5丁目2番5の地点で300,000(円/m²)2となっている。

## 歴史
- 1274年（文永11年・至元11年）10月 - 元寇・文永の役の戦場となる（鳥飼潟の戦い）。
- 1889年4月1日 - 町村制施行に伴い早良郡谷村、鳥飼村の一部、福岡区西町の一部が合併して早良郡鳥飼村が成立。
- 1912年（明治45年） - 鳥飼一帯の地下に石炭層があることは明治20年代から知られていたが、明治末年には採掘が振るわず閉山した西新炭坑に変わる形で現・鳥飼小学校の付近で鳥飼炭鉱の採掘が始まり、以来十数年、炭坑町として活気に沸いた。しかし、第一次世界大戦後の不況で石炭価格が大幅に下落した影響や、落盤事故が相次いだこともあり、全て1928年頃までに閉山した[5]。
- 1919年（大正8年）11月1日 - 鳥飼村が福岡市へ編入される。
- 1925年（大正14年）6月15日 - 現在の城南区役所の場所に北九州鉄道鳥飼駅（のち国鉄鳥飼駅、1983年3月21日限りで廃止）が開業。
- 1945年（昭和20年） - 福岡大空襲。当時の福岡市鳥飼町（現・鳥飼二丁目）にあった福岡第一師範学校・女子部が焼失。
- 1951年（昭和25年）11月 - 鳥飼小学校が福岡市立第三十五番目の小学校として開校する。 校地は炭鉱のボタ山の後で、でこぼこの土地で職員、児童が一緒になってローラーを引っ張って整地をした。当時の福岡の学校の中では一番広い運動場を持っていた。
- 1982年（昭和57年）5月10日 - 西区の人口増加に伴い、早良区と城南区が新設される。四〜七丁目がそれまでの福岡市西区から、発足した城南区へ区域変更される。城南区の区役所に、鳥飼四丁目の当仁中学校跡地（現・城西中学校第二グラウンド）が暫定的に利用され、他の区役所とはまったく趣が違うものとなっていた。
- 1987年（昭和62年）3月 - 城南区発足以来五年、六丁目の鳥飼駅跡地に城南区役所庁舎が完成、移転する。

## 人口
中央区鳥飼一丁目から三丁目まで及び城南区鳥飼四丁目から七丁目までについてそれぞれの人口の推移を福岡市の住民基本台帳（公称町別）に基づき示す（単位：人）。集計時点は各年9月末現在である。

### 中央区鳥飼一丁目から三丁目まで
- 2001年（平成13年）：4,521
- 2002年（平成14年）：4,501
- 2003年（平成15年）：4,662
- 2004年（平成16年）：4,862
- 2005年（平成17年）：4,924
- 2006年（平成18年）：5,040
- 2007年（平成19年）：5,093
- 2008年（平成20年）：5,110
- 2009年（平成21年）：5,023
- 2010年（平成22年）：5,115
- 2011年（平成23年）：5,260
- 2012年（平成24年）：5,407
- 2013年（平成25年）：5,487
- 2014年（平成26年）：5,403
- 2015年（平成27年）：5,330
- 2016年（平成28年）：5,428
- 2017年（平成29年）：5,441
- 2018年（平成30年）：5,453
- 2019年（令和元年）：5,491
- 2020年（令和2年）：5,483
- 2021年（令和3年）：5,482
- 2022年（令和4年）：5,532

### 城南区鳥飼四丁目から七丁目まで
- 2001年（平成13年）：8,835
- 2002年（平成14年）：8,905
- 2003年（平成15年）：8,819
- 2004年（平成16年）：8,886
- 2005年（平成17年）：8,853
- 2006年（平成18年）：8,658
- 2007年（平成19年）：8,539
- 2008年（平成20年）：8,728
- 2009年（平成21年）：9,038
- 2010年（平成22年）：9,344
- 2011年（平成23年）：9,565
- 2012年（平成24年）：9,698
- 2013年（平成25年）：9,662
- 2014年（平成26年）：9,856
- 2015年（平成27年）：9,993
- 2016年（平成28年）：9,901
- 2017年（平成29年）：9,952
- 2018年（平成30年）：9,919
- 2019年（令和元年）：9,861
- 2020年（令和2年）：9,819
- 2021年（令和3年）：9,821
- 2022年（令和4年）：9,828

## 交通

### 道路
主な幹線道路は次の通り。
- 城南線（福岡市道堅粕西新2号線）
- 福岡市道地行鳥飼七隈線
- 鳥飼藤崎線
- 福岡県道557号東油山唐人線
- 鳥飼別府線

主な幹線道路の写真
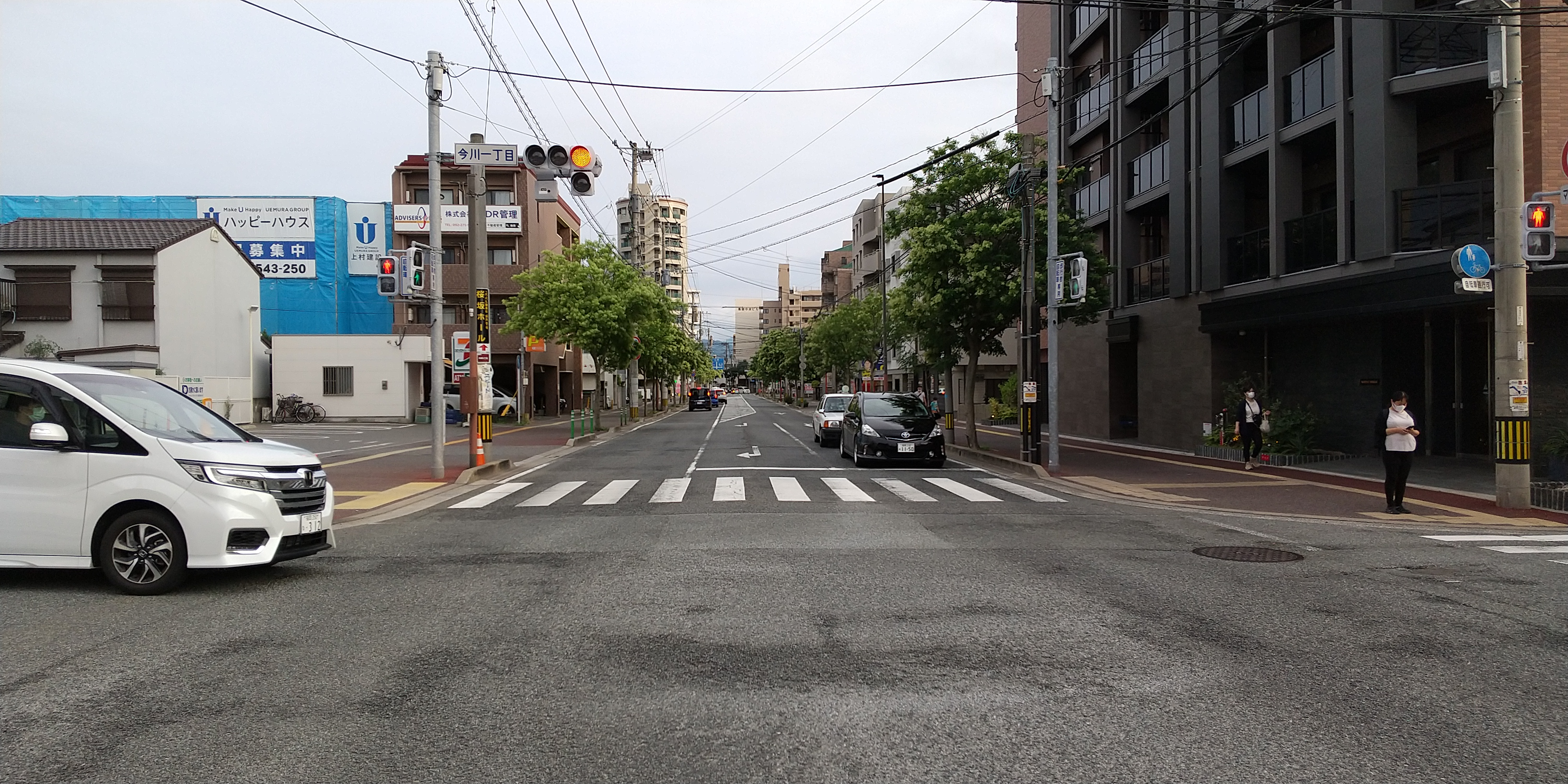
地行鳥飼七隈線（今川一丁目交差点の南側、鳥飼三丁目）
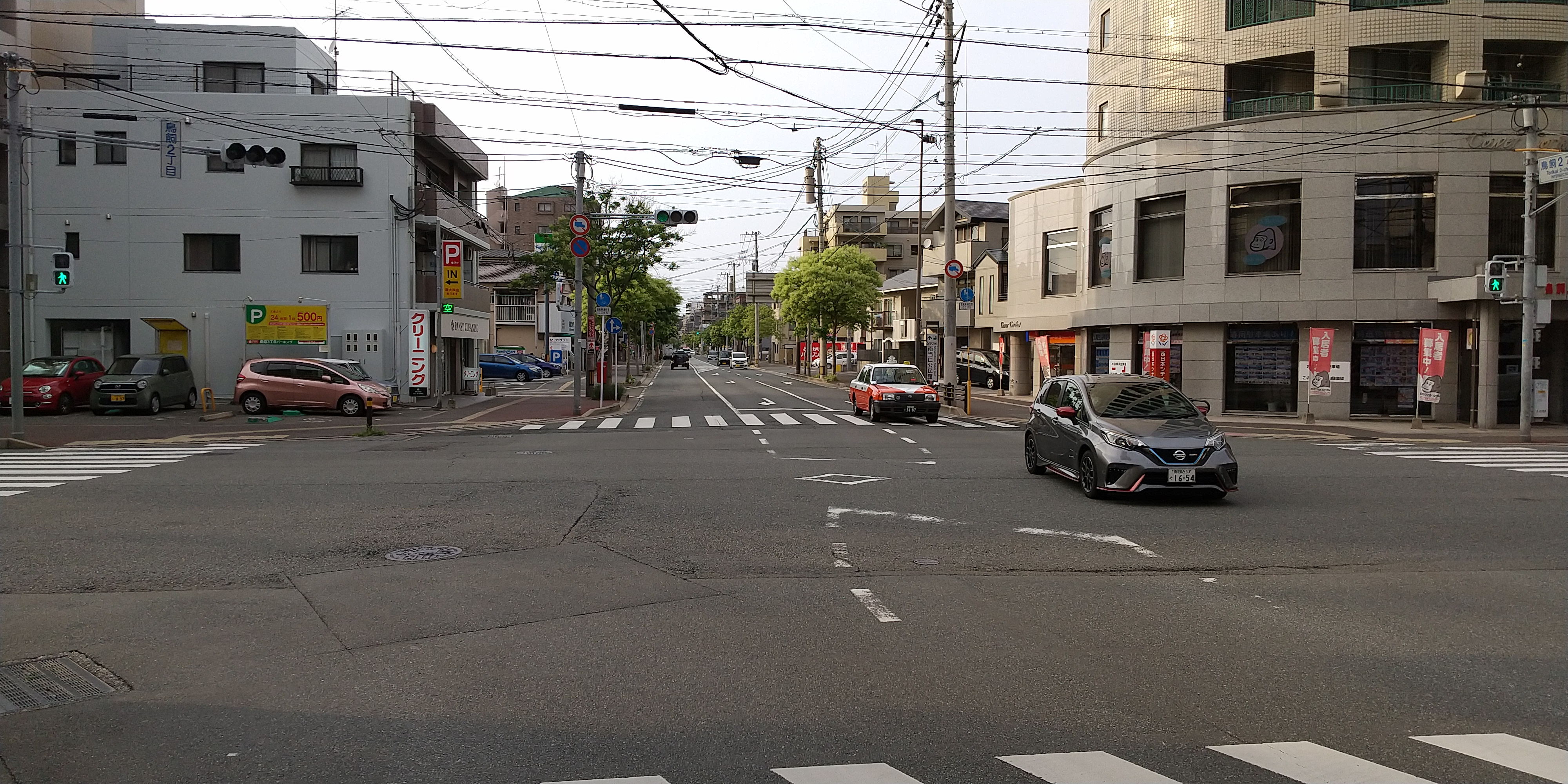
地行鳥飼七隈線（鳥飼二丁目交差点の北側）
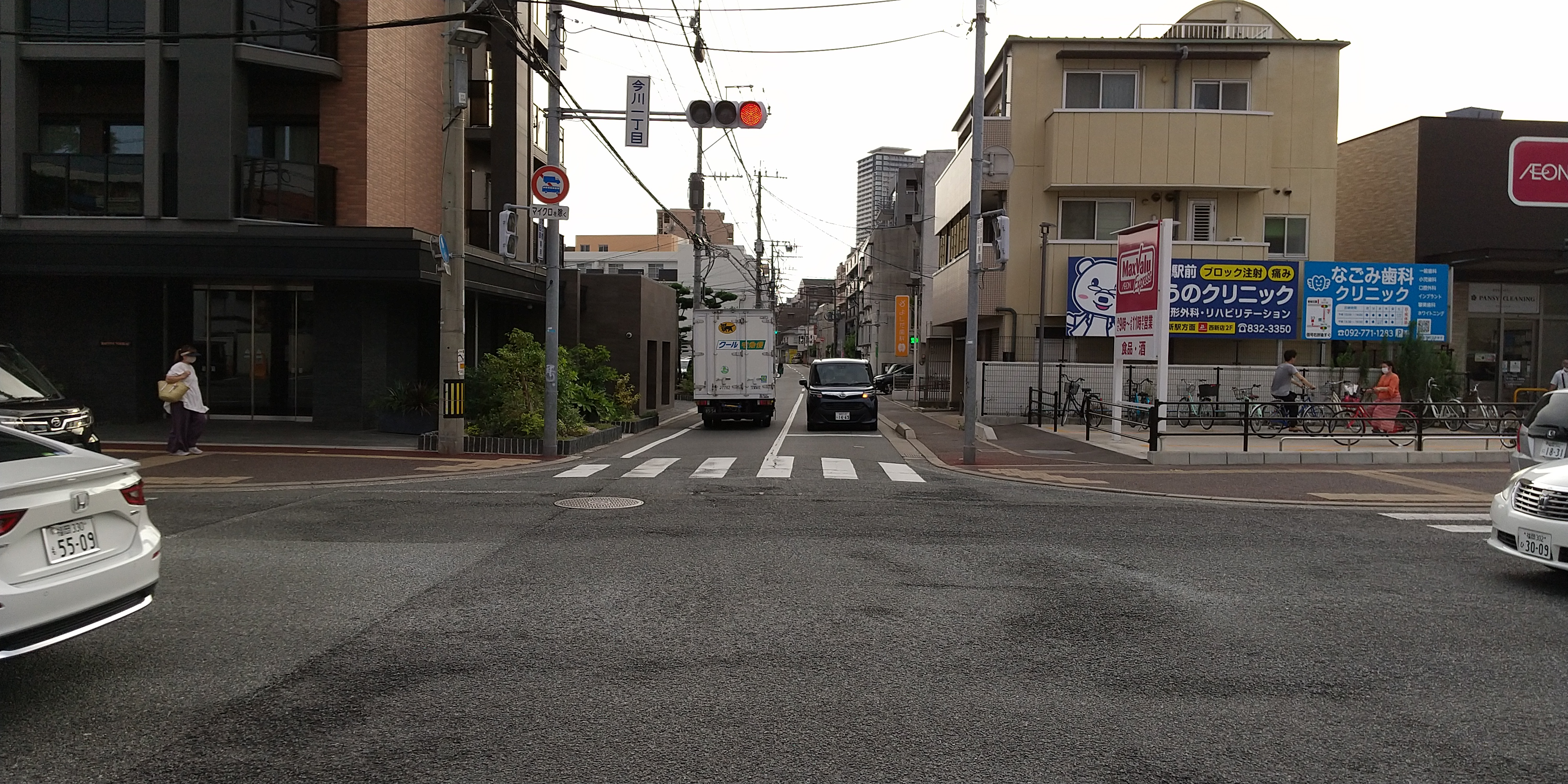
鳥飼藤崎線（今川一丁目交差点の西側、左：鳥飼、右：今川）
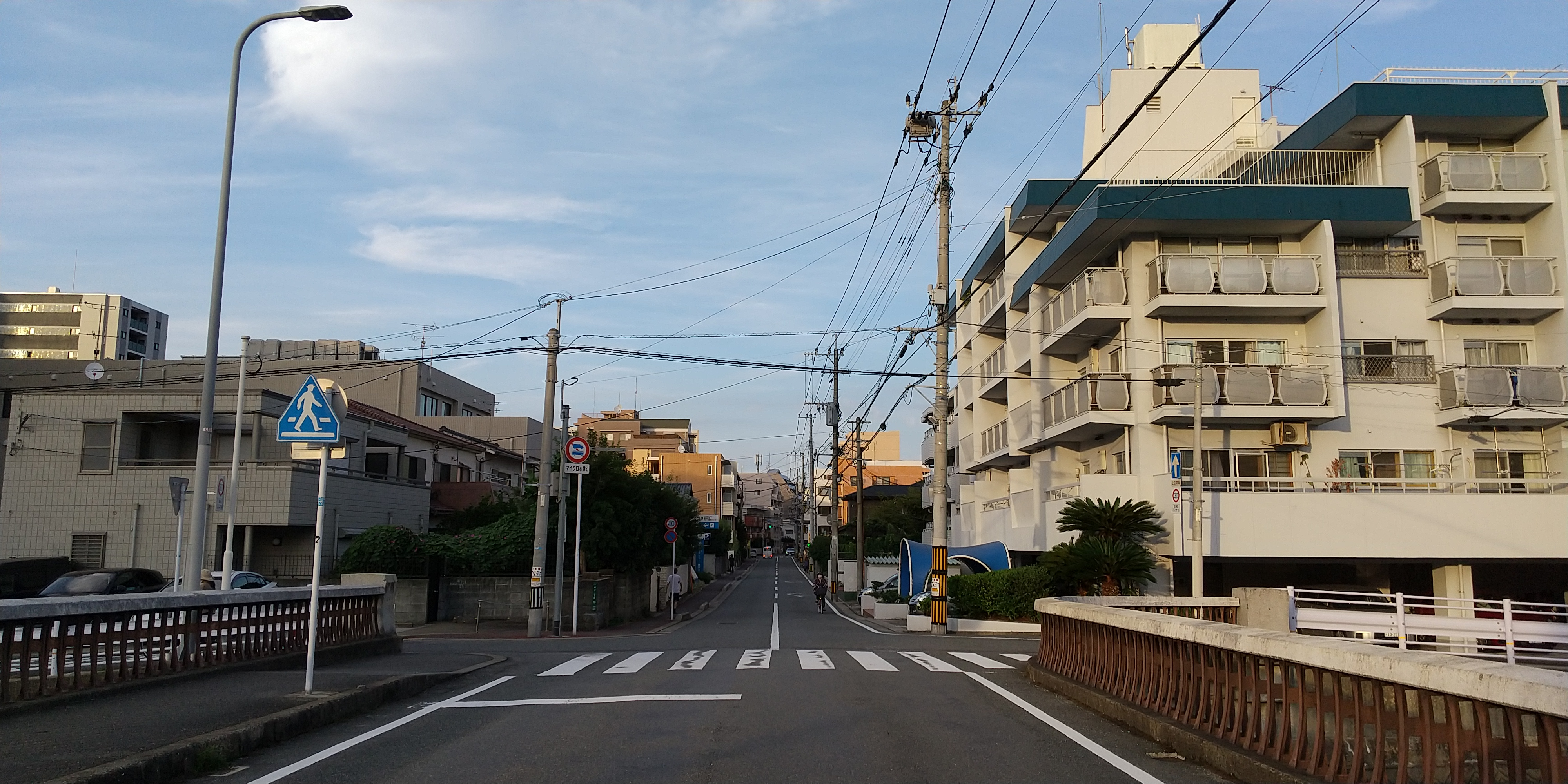
鳥飼藤崎線（上今川橋の東側、左：今川、右：鳥飼）
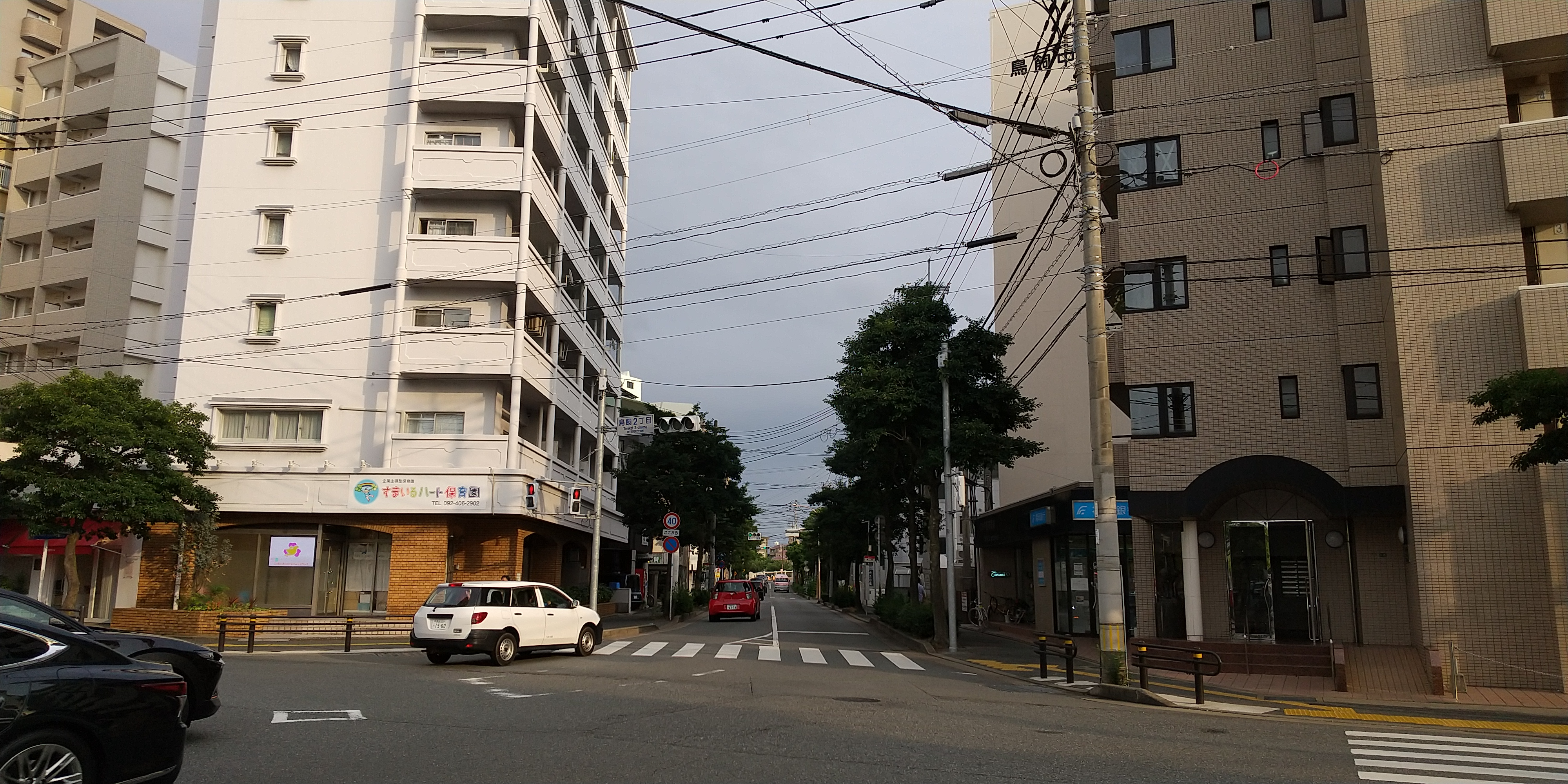
鳥飼別府線（鳥飼二丁目交差点の南側）

### 鉄道
地区内には鉄道は通っていないが、北西の福岡市地下鉄空港線西新駅、南の七隈線別府駅がそれぞれ徒歩圏内である。

### バス
- 西鉄バス6番　福岡タワー－西新－鳥飼－鳥飼五丁目－城南区役所北口－六本松－(国体道路)－天神－博多駅
- 西鉄バス9番・10番　－西新－鳥飼－六本松－薬院－博多駅
- 西鉄バス6-1番　福岡タワー－地行－鳥飼三丁目－鳥飼－大濠高校前－(国体道路)－天神－博多駅
- 西鉄バス7・11番　－昭代－中村高校前－城南区役所北口－六本松－(国体道路)－天神

ほか複数路線

## 施設
町内の南部を中心に、城南区役所や学校など公共施設が多く、コンビニエンスストアやスーパーマーケットも町内や隣接町内に多くある。

### 公共・公益施設
- 城南区役所
- 城南保健所
- 福岡市鳥飼公民館
- 鳥飼郵便局
- 草ケ江雨水滞水池（）（上部：公園）[注釈 2]
- 草ケ江ポンプ場[注釈 3]
- 福岡市鳥飼第2ポンプ場[注釈 4]

主な公共・公益施設の写真
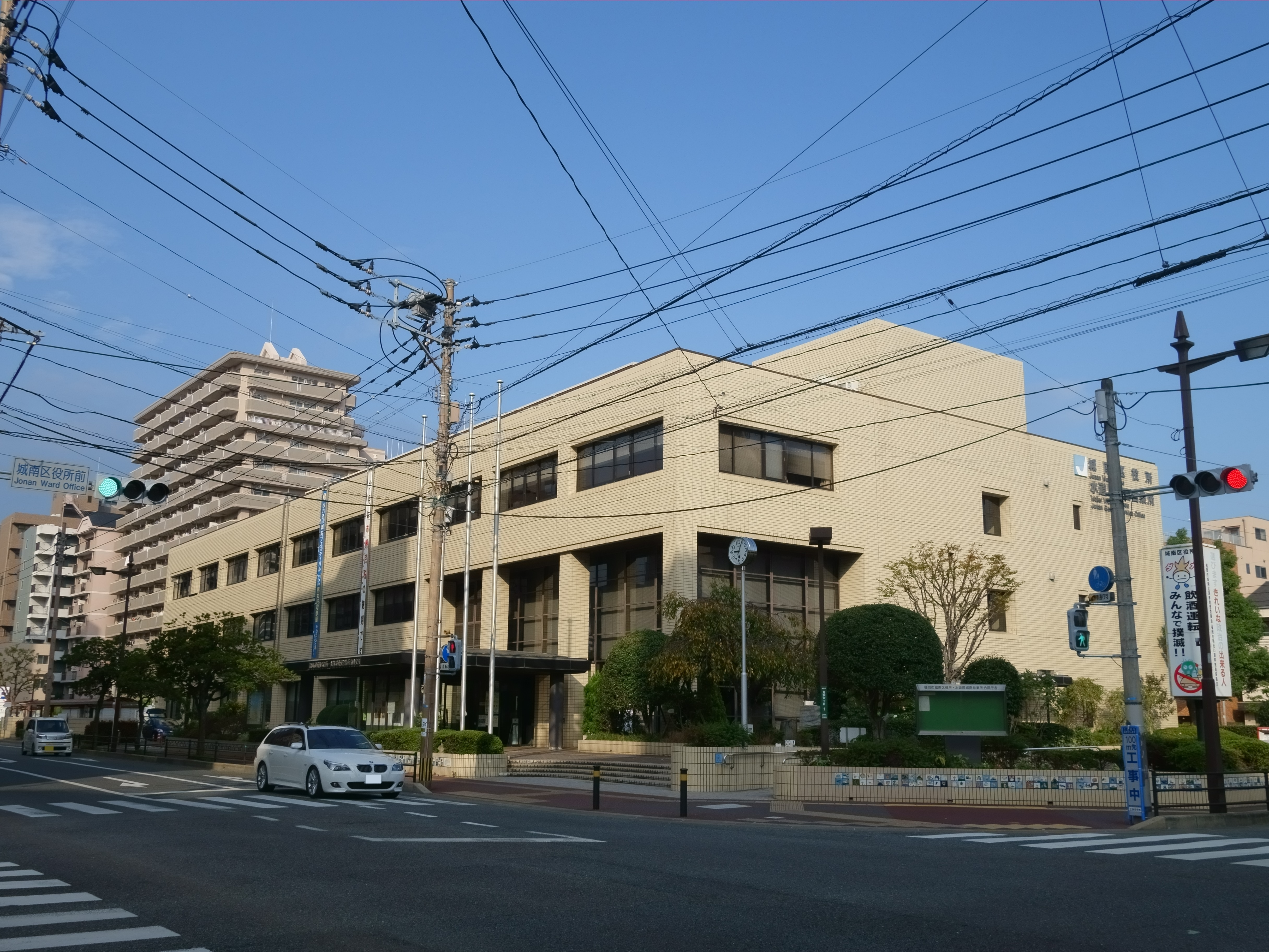
城南区役所
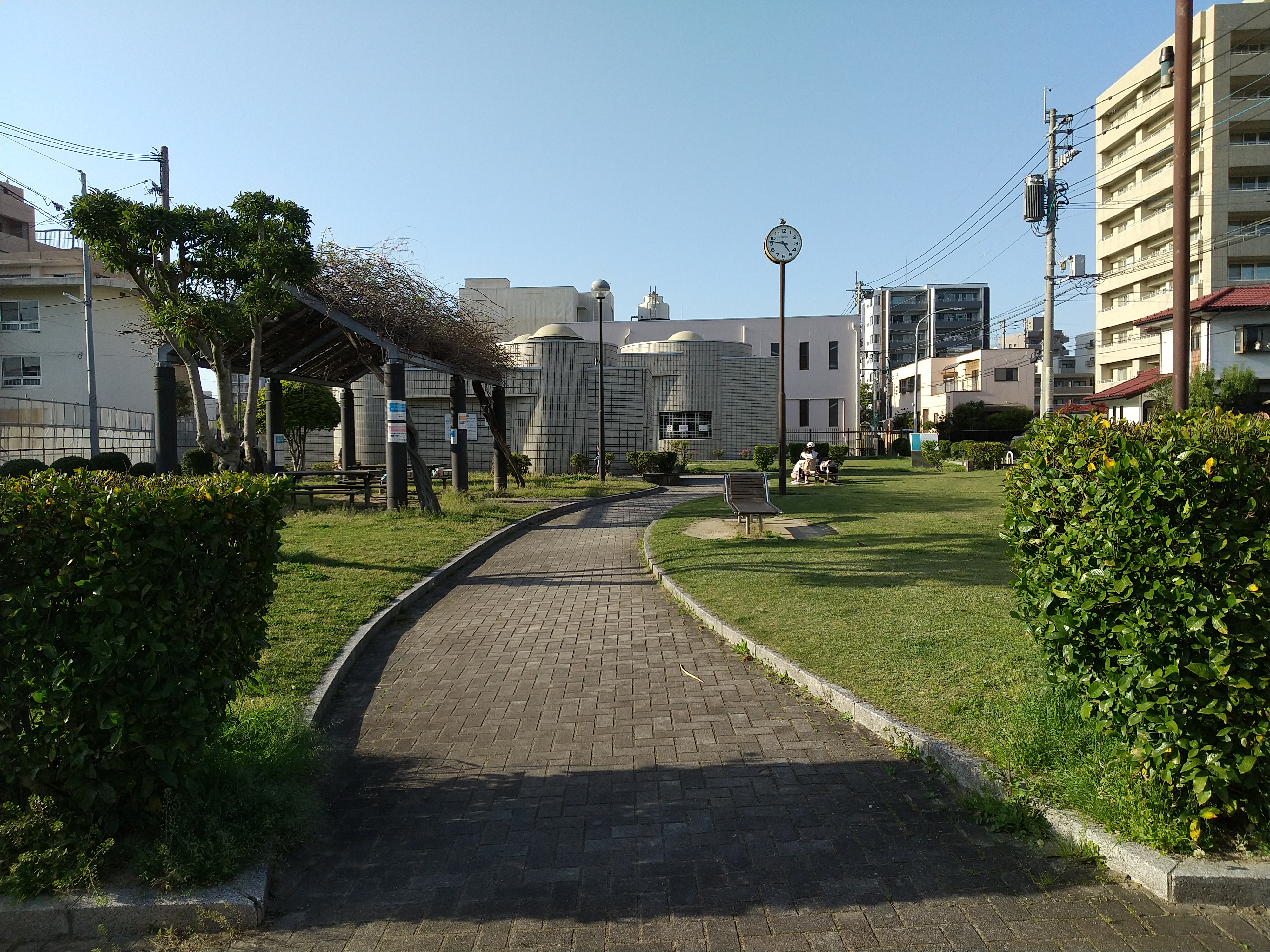
草ケ江雨水滞水池及び上部の公園
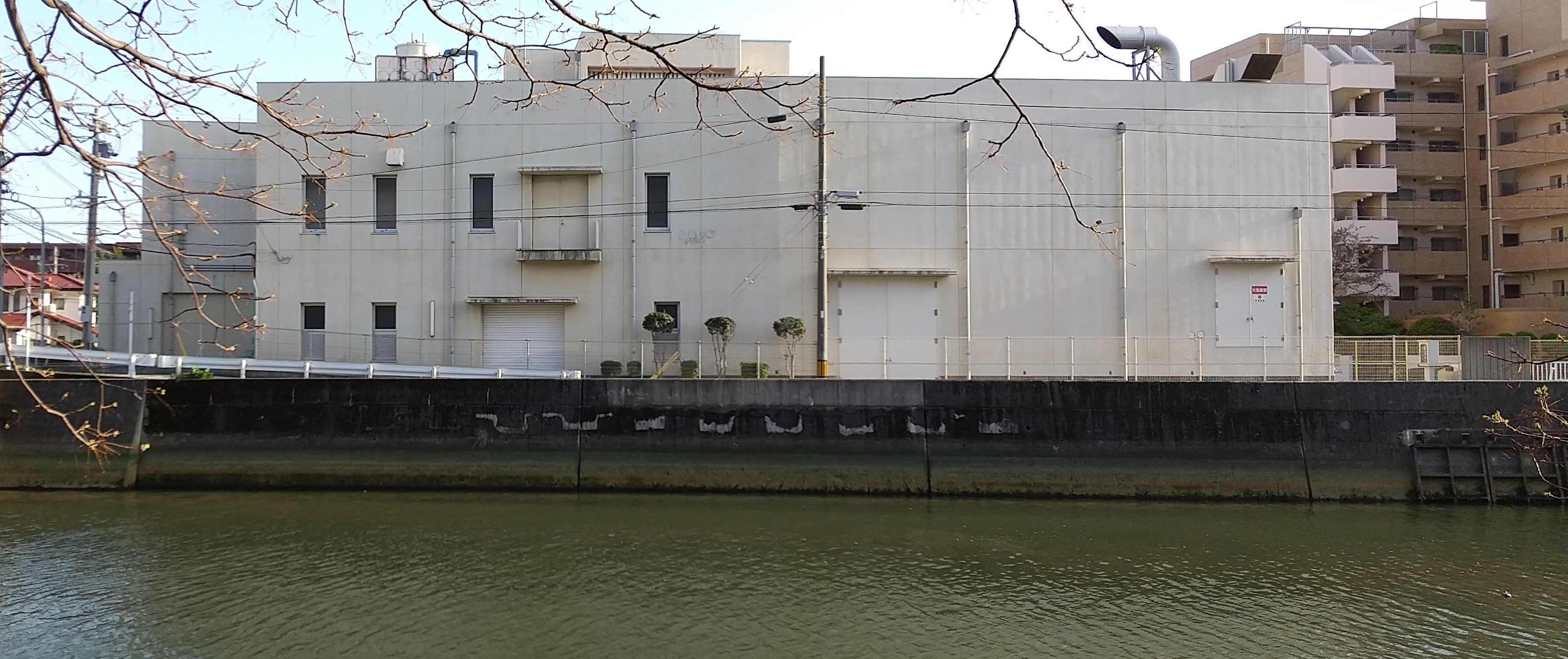
福岡市草ケ江ポンプ場
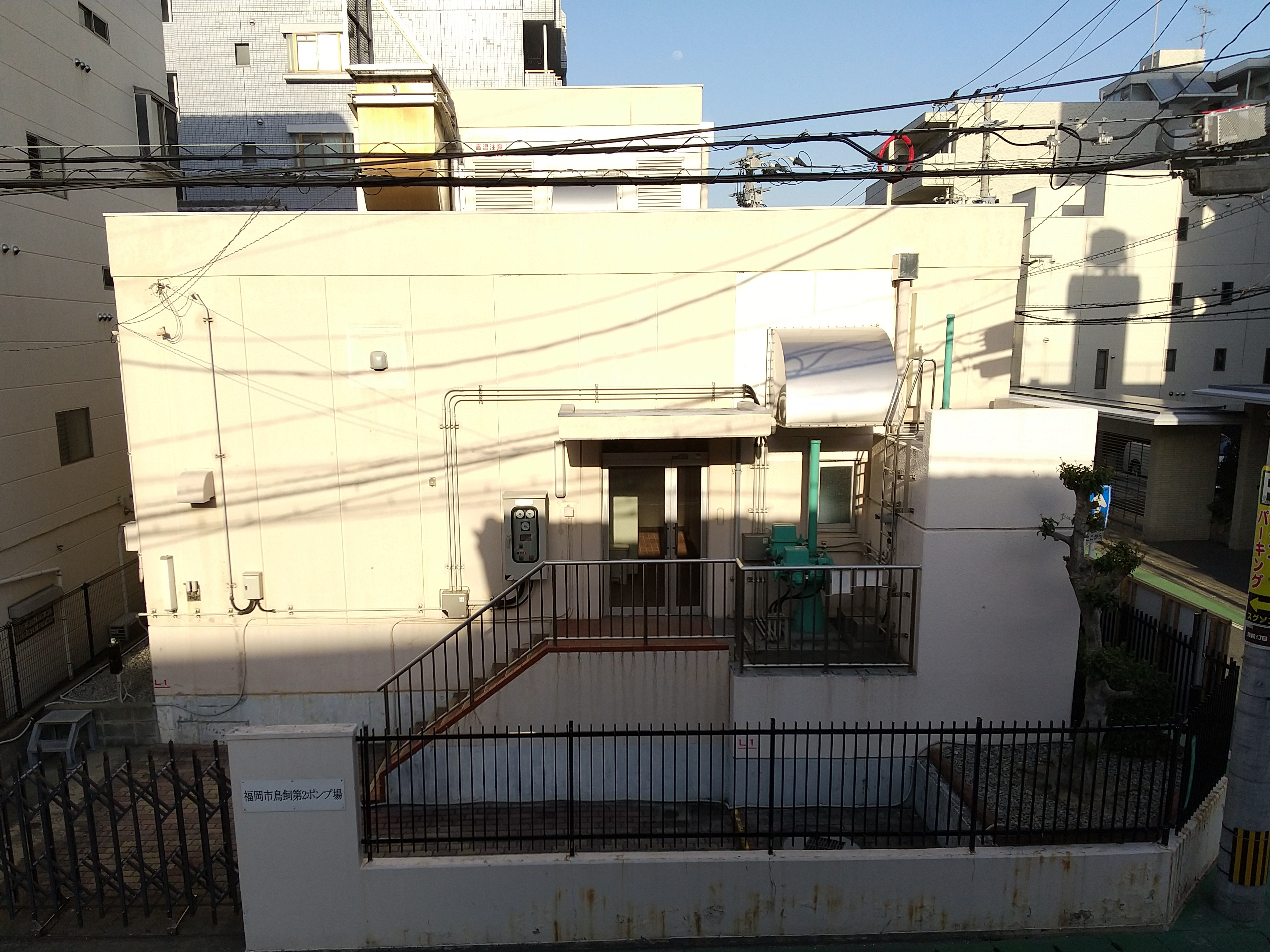
福岡市鳥飼第2ポンプ場

### 学校
市立小学校の校区は二つに分かれる。中央区鳥飼一丁目（1番から4番まで）、二丁目及び三丁目までが南当仁小学校の校区、中央区鳥飼一丁目（5番から8番まで）及び城南区鳥飼が鳥飼小学校の校区である。
- 中村学園女子中学校・高等学校
- 福岡市立鳥飼小学校
- 福岡市立南当仁小学校
- 福岡市立城西中学校

### 公園

主な公園の写真
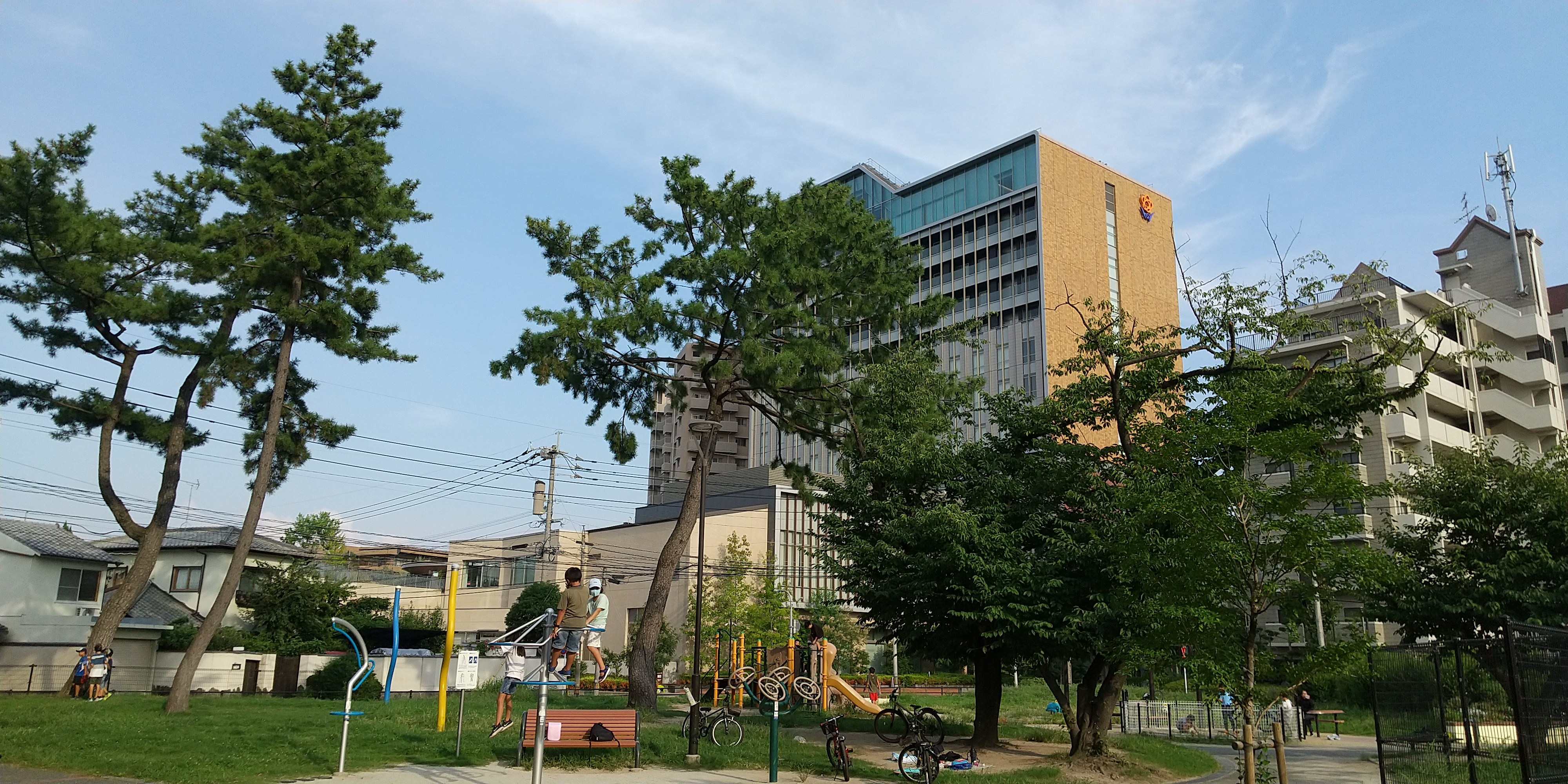
鳥飼公園[注釈 5]
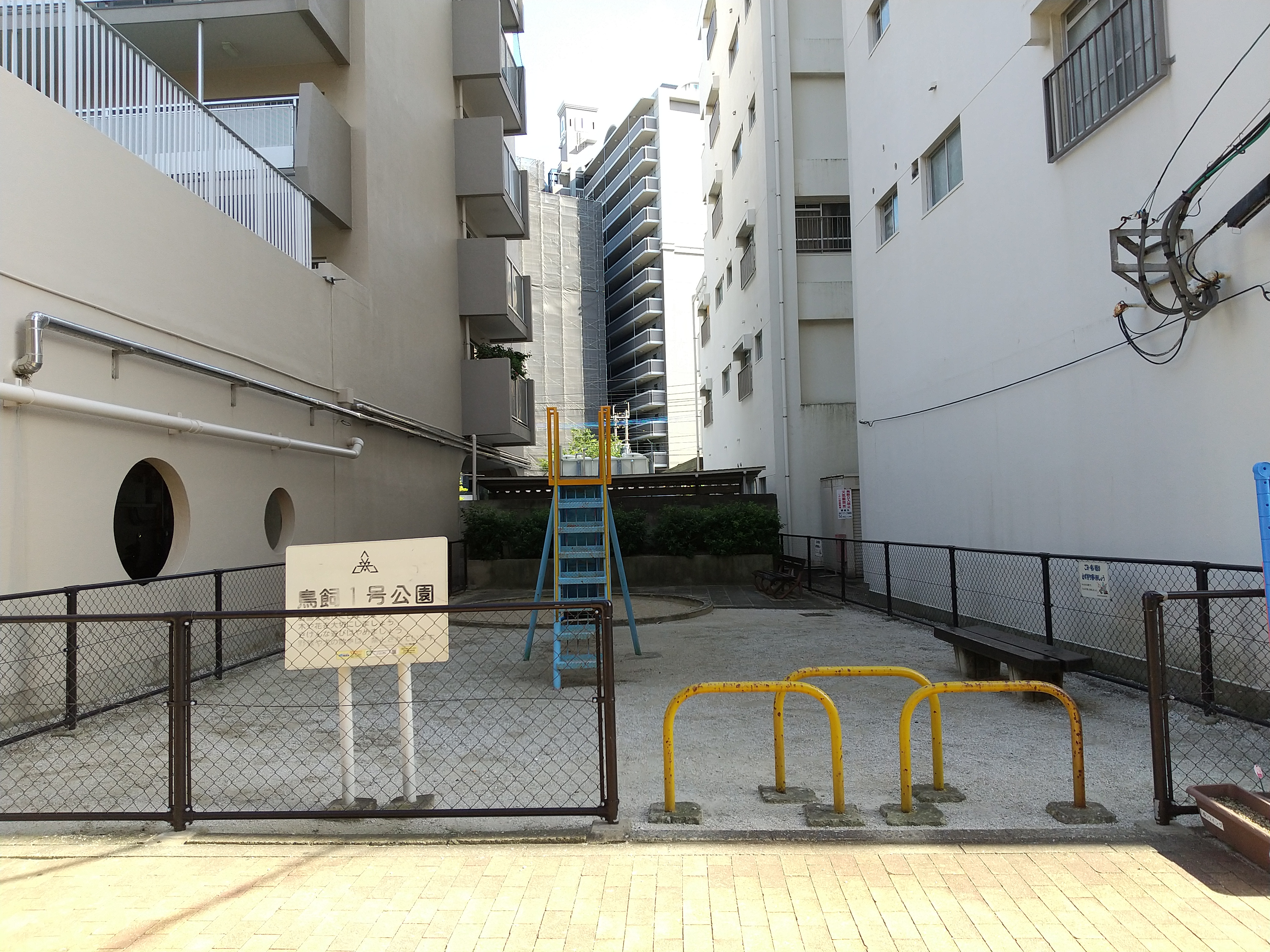
鳥飼北公園[注釈 6]
- 鳥飼中公園[注釈 7]
- 鳥飼3号公園[注釈 8]
- 鳥飼2号公園[注釈 9]
- 鳥飼1号公園[注釈 10]
- 鳥飼南公園[注釈 11]

- 主な公園の写真
- 鳥飼公園
- 鳥飼1号公園

### その他
- 鳥飼病院
- 鳥飼バプテスト教会[注釈 12]
- 鳥飼ハウジング
- サニー別府店
- ハローデイ別府店
- セブン-イレブン福岡鳥飼1丁目店
- セブン-イレブン福岡鳥飼2丁目店
- セブン-イレブン福岡鳥飼6丁目店
- セブン-イレブン福岡鳥飼7丁目店
- ファミリーマート福岡鳥飼三丁目店
- ファミリーマート福岡鳥飼7丁目店
- ファミリーマート福岡城南区役所前店

また、城南区役所の東側に鳥飼5丁目商店会が形成されている。

主な公園の写真
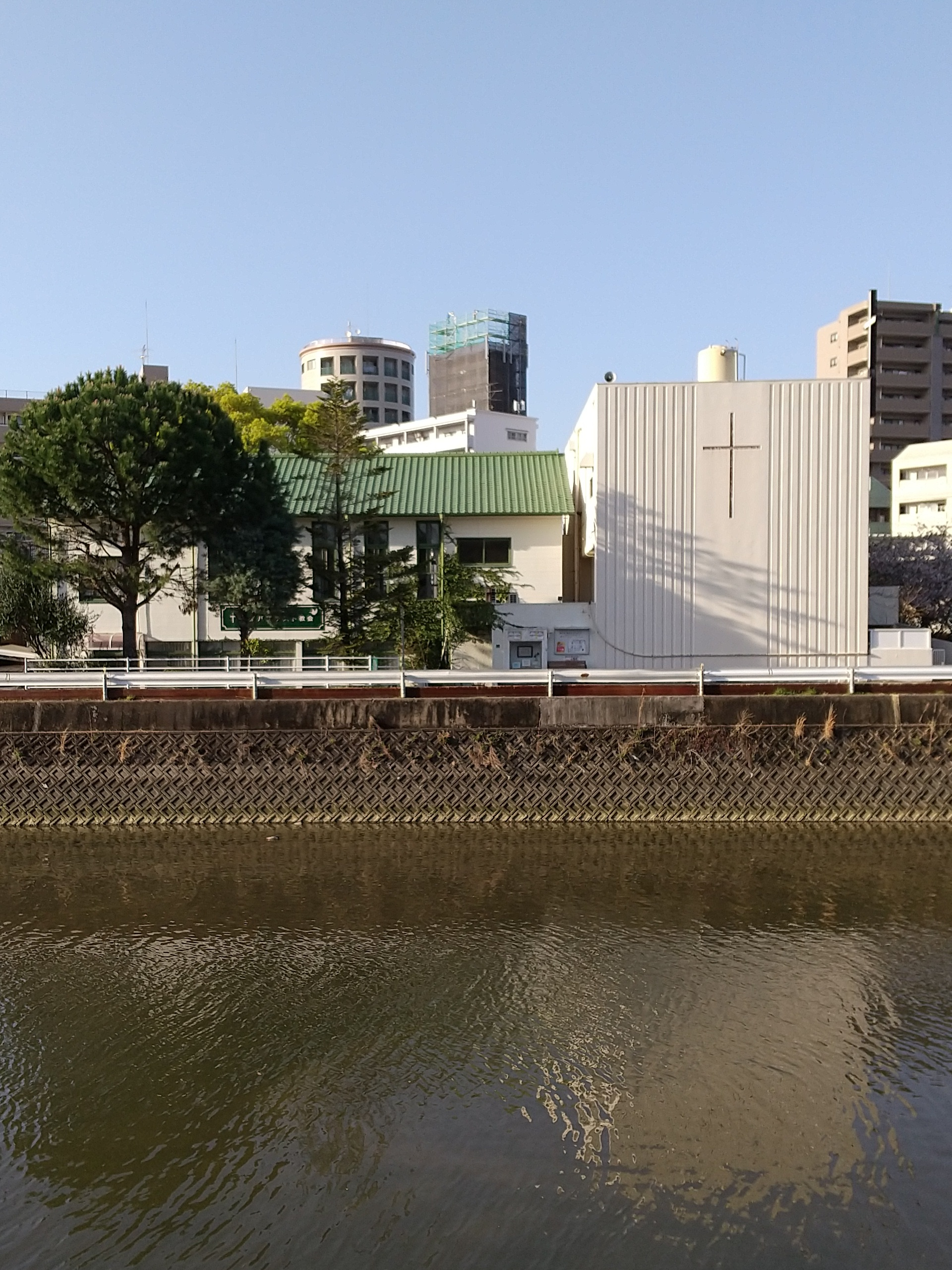
鳥飼バプテスト教会

## 名所・旧跡
- 鳥飼八幡宮
- 埴安神社
- 萬福寺（まんぷくじ、鳥飼三丁目5番31号）

主な名所・旧跡
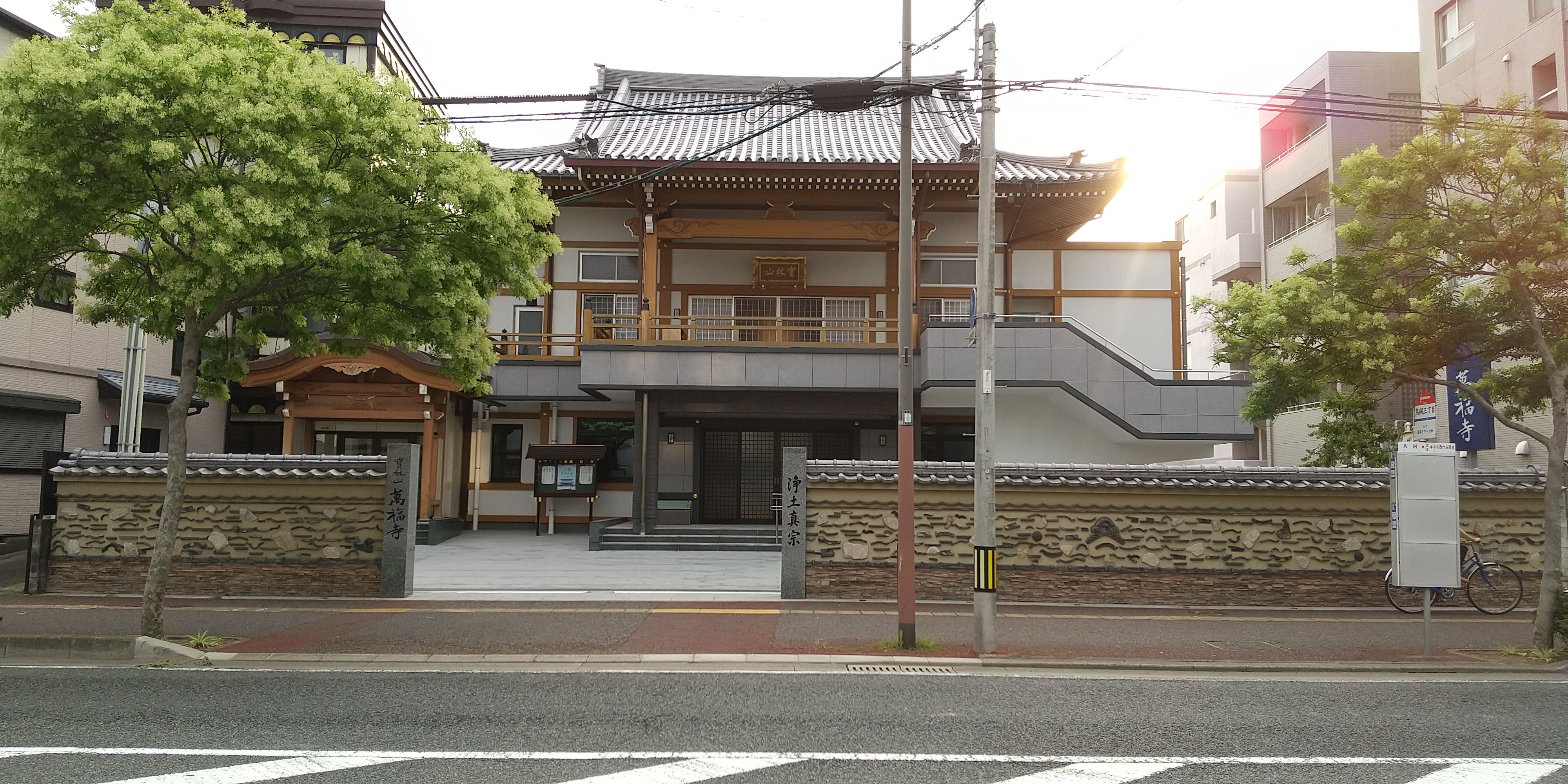
萬福寺
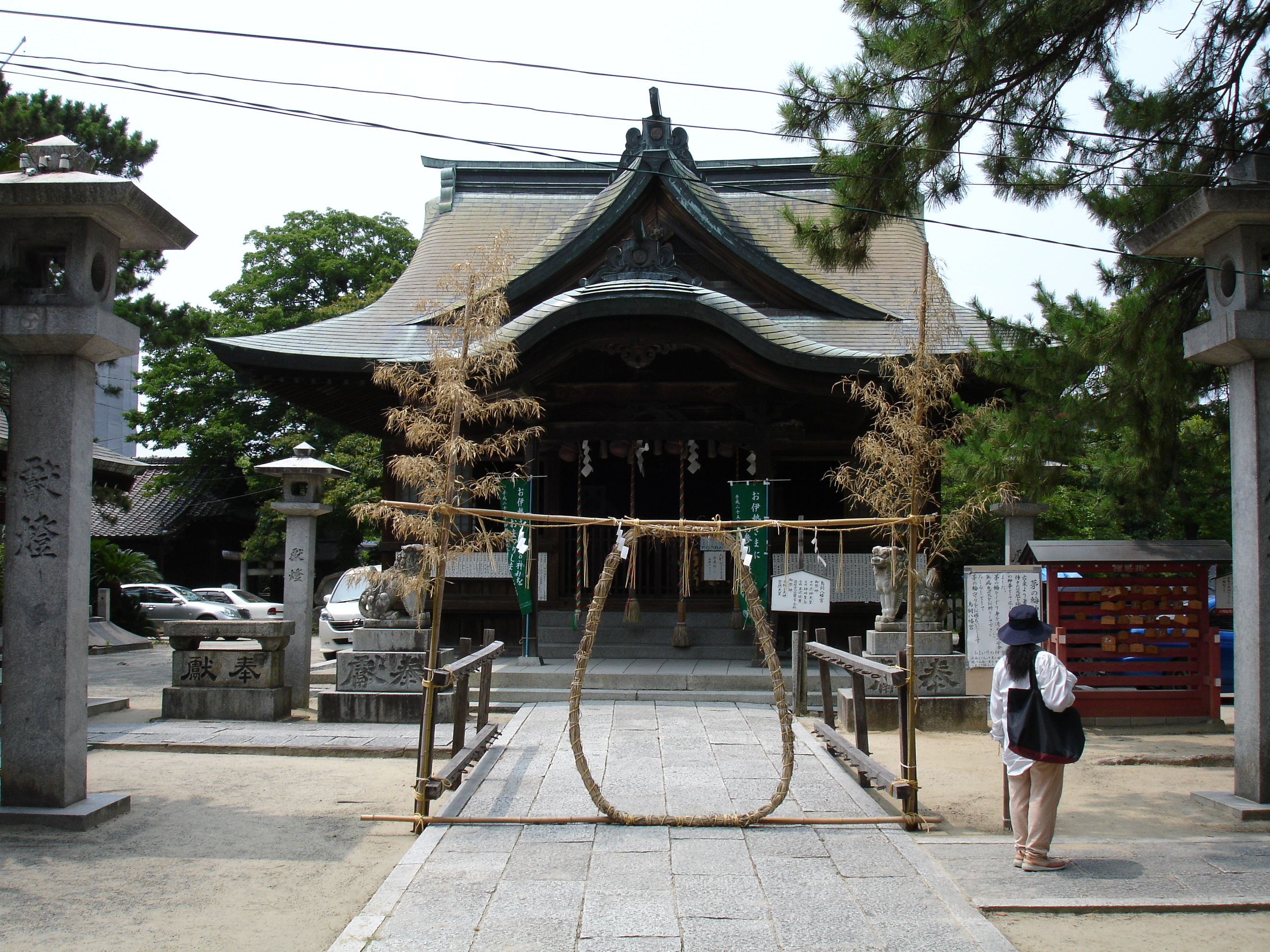
鳥飼八幡宮

## 出身人物
- 安川敬一郎 -  早良郡鳥飼村出身。安川財閥の創始者で、安川電機などを創業した。政治家として国会議員も務めた。また、孫文の支援者としても知られる。
- 金子堅太郎 -  早良郡鳥飼村出身の政治家・官僚。伊藤博文の側近として、伊東巳代治、井上毅らとともに大日本帝国憲法の起草に参画。また、皇室典範などの諸法典を整備した。日本法律学校（現・日本大学）初代校長。
- 野中到 (気象学者) -  早良郡鳥飼村出身の気象学者。大学予備門（現・東京大学）中退後、妻・千代子と共に富士山頂で最初の越冬観測を試みたことで知られる。
- 守田利遠 - 軍人、陸軍少将
- 山本美月 - (モデル、女優)